# Switched at Birth
Switched at Birth (bra: Switched at Birth; prt: Trocadas à Nascença) é uma série de televisão estadunidense de drama que estreou na ABC Family em 6 de junho de 2011. A série gira em torno de duas adolescentes que foram trocados no nascimento e cresceram em ambientes muito diferentes: uma em um subúrbio abastado e o outro em um bairro da classe trabalhadora. De acordo com a ABC Family, é "a primeira série de televisão convencional a ter várias cenas de surdez e dificuldades auditivas, filmadas inteiramente em ASL (American Sign Language)". A série teve 6 episódios encomendados inicialmente. É uma série que aborda, em profundidade, a temática da surdez.
No Brasil, a série é exibida todas as segundas-feiras, às 11h, no Canal Sony.
Em 21 de outubro de 2015, a ABC Family confirmou que a série foi renovada para sua quinta temporada, que mais tarde foi confirmada como a temporada final. Em 19 de março de 2016, foi anunciado que a quinta temporada foi transferida de uma data de estréia de março de 2016 a janeiro de 2017. Em outubro de 2016, a rede anunciou que a temporada final seria estreada em 31 de janeiro de 2017.

## Enredo
A história é sobre duas meninas que foram trocadas na maternidade, separando-se de suas famílias biológicas. Anos depois os pais descobrem o erro do hospital e vão morar juntos em uma casa. A série tem um pouco de drama, comédia e romance. Bay Kennish (Vanessa Marano) é uma artista e luta para ser reconhecida pelos pais de criação; Kathryn Kennish (Lea Thompson) uma dona-de-casa que não gosta de ficar mal falada pelos vizinhos esnobes, e John Kennish (D. W. Moffet) um jogador de beisebol aposentado. Seu irmão de criação, Toby (Lucas Grabeel) é músico. O sucesso na carreira de John é o que o faz ter muito dinheiro, deixando a família Kennish morando na vizinhança rica da cidade. Daphne Vasquez (Katie Leclerc) é surda (devido a meningite, quando criança), e estuda em um colégio especial para surdos, mas ela consegue se comunicar com as pessoas ouvintes desde que tenha contato visual, para que ela possa fazer leitura labial. Ela mora na vizinhança hispânica da cidade com a mãe Regina (Constance Marie), uma cabeleireira orgulhosa que já teve problemas com álcool, e sua avó. Apesar de certas divergências, as famílias vão tentando se acertar e conviver, para que as mães conheçam as filhas biológicas.

## Elenco

### Visão geral
| Katie Leclerc   | Daphne Vasquez  | Principal  | Principal | Principal | Principal | Principal  |
| Vanessa Marano  | Bay Kennish     | Principal  | Principal | Principal | Principal | Principal  |
| Constance Marie | Regina Vasquez  | Principal  | Principal | Principal | Principal | Principal  |
| Lucas Grabeel   | Toby Kennish    | Principal  | Principal | Principal | Principal | Principal  |
| D. W. Moffet    | John Kennish    | Principal  | Principal | Principal | Principal | Principal  |
| Lea Thompson    | Kathryn Kennish | Principal  | Principal | Principal | Principal | Principal  |
| Sean Berdy      | Emmett Bledsoe  | Principal  | Principal | Principal | Principal | Recorrente |
| Gilles Marini   | Angelo Sorrento | Recorrente | Principal | Principal |           |            |

### Elenco principal
- Katie Leclerc como Daphne Paloma Vasquez, a filha biológica de John e Kathryn Kennish. Com deficiência auditiva e não surda, Leclerc aprendeu ASL aos 17 anos, antes de ser diagnosticada aos 20 anos com a doença de Ménière, que ocorre em sua família. Ela desenvolveu um sotaque surdo para seu papel como Daphne, mas fala sem ele brevemente em uma cena da primeira temporada, episódio 9, onde Daphne sonha que a mudança nunca ocorreu, e ela foi criada como Bay Kennish e mantém sua audição. Ela também fala sem o sotaque durante quase todo o episódio 15 da segunda temporada, "Ecce Mono", que é uma realidade alternativa na qual Daphne foi criada pelos Kennish desde os três anos de idade e recebeu um implante coclear
- Vanessa Marano como Bay Madeline Kennish, a filha biológica de Regina Vasquez e Angelo Sorrento. Ela foi criada no bairro rico de Mission Hills por John e Kathryn Kennish. Bay é uma artista muito talentosa que tem um amor especial por Frida Kahlo. Bay pode ser muito impulsiva às vezes e, a princípio, não aceita bem as novidades da mudança. No entanto, ela gradualmente melhora ao aceitar que Regina e os Kennishes são sua família
- Constance Marie como Regina Vasquez, a mãe biológica de Bay e mãe legal de Daphne
- Lucas Grabeel como Toby Kennish, o irmão mais velho de Bay e Daphne
- Sean Berdy como Emmett Bledsoe (temporadas 1–4, recorrente 5), o melhor amigo de Daphne, que também é surdo. Mais tarde, ele namora Bay.
- D. W. Moffet como John Kennish, o pai legal de Bay e pai biológico de Daphne
- Lea Thompson como Kathryn Kennish, a mãe legal de Bay e mãe biológica de Daphne
- Gilles Marini como Angelo Sorrento (temporadas 2–3, recorrente 1)[9], o pai biológico de Bay e o pai legal de Daphne

### Elenco recorrente
- Marlee Matlin como Melody Bledsoe, a mãe de Emmett e amiga de Regina que também é surda
- Ivonne Coll como Adriana Vasquez, a mãe de Regina. É aparente na série que Adriana gosta de assistir novelas, e ela brinca que as mesmas não podem competir com o drama da vida real causado por Angelo[10]
- Austin Butler como Wilke, o melhor amigo de Toby que também namora com Daphne brevemente
- Maiara Walsh como Simone Sinclair, a inimiga de Bay e ex-namorada de Toby, assim também como a ex-namorada de Wilkie
- Blair Redford como Ty Mendoza, o ex-namorado de Bay e amigo de Regina e Daphne da vizinhança antiga
- Charles Michael Davis como Liam Lupo, o ex-namorado de Bay e Daphne
- B. K. Cannon como Mary Beth, amiga de Bay e Ty e a ex-namorada de Travis
- Anthony Natale como Cameron Bledsoe, o pai de Emmett
- TL Forsberg como Olivia, a ex-namorada usuária de drogas de Cameron Bledsoe
- Christopher Wiehlcomo Patrick, o ex-namorado de Regina
- Tania Raymonde como Zarra, a amiga rebelde de Bay
- Justin Bruening como Chefe Jeff Reycraft, o chefe e namorado de curto prazo de Daphne
- Ryan Lane como Travis Barnes, o amigo surdo de Daphne. A atuação de Lane lhe rendeu o Prêmio de Diversidade RJ Mitte em 2013.
- Max Lloyd-Jones como Noah, o amigo com deficiência auditiva de Bay (e namorado de curto prazo). O personagem é paralelo à situação da vida real de Katie Leclerc, com perda auditiva devido à doença de Ménière herdada.
- Annie Ilonzeh como Lana, a mãe da segunda criança de Angelo
- Cassi Thomson como Nikki Papagus (Kennish), a ex-esposa de Toby
- Stephanie Nogueras como Natalie Pierce, uma estudante de Carlton que se torna a amiga de Bay
- Max Adler como Miles "Tank" Conroy, o ex-namorado de Bay e antigo colega de quarto de Toby
- Alec Mapa como Renzo, o amigo de Kathryn que ela conhece enquanto fazia aulas de sapateado
- RJ Mitte como Campbell Bingman, um estudante pré-medico, usuário de cadeira de rodas e voluntário na clínica gratuita onde Daphne está atendendo seu horário de serviço comunitário. Ele namora brevemente Daphne.
- David Castaneda como Jorge, o ex-namorado de Daphne
- Bianca Bethune como Sharee, a amiga e companheira da equipe de hóquei em campo de Carlton de Daphne.
- Sharon Pierre-Louis como Iris, a amiga ouvinte, colega de quarto do colégio de sinais e prima do interpretador pré-médico de Daphne.
- Adam Hagenbuch como Greg "Mingo" Shimingo, o namorado da faculdade de Daphne e filho do ex-gerente de negócios de John.
- Nyle DiMarco como Garrett Banducci, um estudante de Carlton e colega de trabalho de Travis que se interessa romanticamente por Bay. Ele também é surdo.
- Daniel Durant como Matthew, um garoto surdo que tenta enquadrar os alunos ouvintes na escola. Ele também é gay e romanticamente interessado em Emmett.
- Rachel Shenton como Lily Summers, uma vizinha que fica grávida do bebê de Toby
- Alice Lee como Skye
- Kenneth Mitchell como Wes, o chefe de Regina

## Temporadas
| Temporada | Temporada | Episódios | Exibição original     | Exibição original     | Exibição original |
| Temporada | Temporada | Episódios | Estreia de temporada  | Final de temporada    | Canal             |
| --------- | --------- | --------- | --------------------- | --------------------- | ----------------- |
|           | 1         | 30        | 6 de junho de 2011    | 22 de outubro de 2012 | ABC Family        |
|           | 2         | 21        | 7 de janeiro de 2013  | 19 de agosto de 2013  | ABC Family        |
|           | 3         | 22        | 13 de janeiro de 2014 | 8 de dezembro de 2014 | ABC Family        |
|           | 4         | 20        | 6 de janeiro de 2015  | 26 de outubro de 2015 | ABC Family        |
|           | 5         | 10        | 31 de janeiro de 2017 | 11 de abril de 2017   | Freeform          |

## Recepção
Em sua 1.ª temporada, Switched at Birth teve recepção geralmente favorável por parte da crítica especializada. Com base de 5 avaliações profissionais, alcançou uma pontuação de 75% no Metacritic. Por votos dos usuários do site, atinge uma nota de 7,9, usada para avaliar a recepção do público.